# Tournoi de l'été 2004 de la Fédération anglaise de football
Le tournoi de l'été 2004 est une compétition amicale de football qui se déroule en Angleterre l'été 2004.
L'Angleterre, nation hôte, le Japon et l'Islande participent à ce tournoi. Les matches ont lieu au City of Manchester Stadium, stade du club de Manchester City.
Ce mini tournoi de 3 équipes sert de préparation à l'équipe d'Angleterre qui vient juste d'être annoncée pour l'Euro 2004.

## Matches
| 30 mai 2004 | Islande         | 2 – 3 | Japon                          | City of Manchester Stadium, Manchester                  |                                                         |
|             | Helguson 5e 50e |       | 21e 36e Kubo · 57e (pen.) Alex | Spectateurs : 3 085 Arbitrage : Mike Riley (Angleterre) | Spectateurs : 3 085 Arbitrage : Mike Riley (Angleterre) |
|             | Rapport         |       |                                | Spectateurs : 3 085 Arbitrage : Mike Riley (Angleterre) | Spectateurs : 3 085 Arbitrage : Mike Riley (Angleterre) |

| 1er juin 2004 | Angleterre | 1 – 1 | Japon   | City of Manchester Stadium, Manchester                    |                                                           |
|               | Owen 22e   |       | 53e Ono | Spectateurs : 38 581 Arbitrage : Roberto Rosetti (Italie) | Spectateurs : 38 581 Arbitrage : Roberto Rosetti (Italie) |
|               | Rapport    |       |         | Spectateurs : 38 581 Arbitrage : Roberto Rosetti (Italie) | Spectateurs : 38 581 Arbitrage : Roberto Rosetti (Italie) |

| 5 juin 2004 | Angleterre                                                  | 6 – 1 | Islande      | City of Manchester Stadium, Manchester                   |                                                          |
|             | Lampard 25e · Rooney 27e 38e · Vassell 57e 77e · Bridge 68e |       | 42e Helguson | Spectateurs : 43 500 Arbitrage : Jan Wegereef (Pays-Bas) | Spectateurs : 43 500 Arbitrage : Jan Wegereef (Pays-Bas) |
|             | Rapport                                                     |       |              | Spectateurs : 43 500 Arbitrage : Jan Wegereef (Pays-Bas) | Spectateurs : 43 500 Arbitrage : Jan Wegereef (Pays-Bas) |

## Classement
| Équipe     | Joués | G | N | P | BP | BC | Diff | Pts |
| ---------- | ----- | - | - | - | -- | -- | ---- | --- |
| Angleterre | 2     | 1 | 1 | 0 | 7  | 2  | +5   | 4   |
| Japon      | 2     | 1 | 1 | 0 | 4  | 3  | +1   | 4   |
| Islande    | 2     | 0 | 0 | 2 | 3  | 9  | -6   | 0   |

## Référence
- (en) Cet article est partiellement ou en totalité issu de l’article de Wikipédia en anglais intitulé « 2004 FA Summer Tournament » (voir la liste des auteurs).